# Morellia hortorum
Morellia hortorum (лат.) — род двукрылых из семейства настоящих мух.

## Описание
Чёрные мухи в сером налёте длиной тела 7—9 мм, самки несколько меньше самцов. Глаза без волосков. Лицо и низ лобно-орбитальной пластинки, парафациали и усики чёрные в серебристом налёте, верхняя часть лба без налёта. Щёки в сером налёте. Среднеспинка чёрная с неметаллическим блеском с одной серебристой центральной полосой. Ноги темно-коричневые. Головка жужжалец жёлтая, стебелёк — коричневый. Грудная и крыловая чешуйки желтовато-белые. Крыловая чешуйка с внешней стороны белая. Брюшко чёрное с рисунком из жёлто-серых или голубовато серых пятен. По средней линии тергитов имеется бурая полоса.

## Экология
Личинки обитают в коровьем помёте. Продолжительность развития на стадии личинки составляет 18—22 дней, пупария — 21—24 дней. Мухи встречаются сырых местообитаниях, питаются на соцветиях зонтичных, гниющих фруктах и экскрементах. Факультативные кровососы.

## Распространение
Вид широко распространён в Палеарктике от Западной Европы (Испания, Швеция) до Восточной Азии (Япония). На север встречается до Петрозаводска, Усть-Цильмы, Якутска. В Средней Азии отсутствует. В Казахстане отмечен в нижнем течении реки Или.